# Holidate
Holidate ist eine romantische Komödie aus den Vereinigten Staaten aus dem Jahr 2020. Regie führte John Whitesell und das Drehbuch schrieb Tiffany Paulsen. Die Hauptrollen wurden mit Emma Roberts und Luke Bracey besetzt.
Der Film erschien weltweit am 28. Oktober 2020 bei Netflix.

## Handlung
Sloane lebt in Chicago und ist single. Bei Familientreffen an Feiertagen ist sie es leid alleine zu erscheinen, da ihre Familie sie deswegen fortlaufend kritisiert.
Jackson beendet seine Liebesbeziehung mit einer Frau, da er kein Interesse mehr an ihr hat. Nach Weihnachten treffen sich Sloane und Jackson beim Retournieren von Geschenken, die sie erhalten haben. Sloane erzählt von ihrer Tante, die zu Familientreffen immer einen neuen Dating-Partner mitgebracht hat, die sie jeweils „Holidate“ (Kofferwort bestehend aus „Holiday“ und „Date“) nannte. Jackson schlägt vor, dass sie dieses Konzept gemeinsam übernehmen sollen. Dann würde Sloanes Familie denken, dass sie nicht single wäre und er hätte eine Ausrede für sich neu anbahnende Liebesbeziehungen, denen er aus dem Weg gehen will. Daraufhin verbringen sie Silvester und weitere Feiertage gemeinsam. Dabei freunden sie sich an.
Am US-amerikanischen Unabhängigkeitstag kommen sich Sloane und Jackson näher. Für eine Hochzeit, auf die sie eingeladen sind, besprechen sie deshalb separate Dates mitzubringen. Diese lernen sich aber gegenseitig kennen und verstehen sich so gut, dass Sloane und Jackson wieder zusammen alleine dastehen. Für Halloween wollen sie wieder ihre Holidate-Vereinbarung umsetzen. An Halloween trinkt Sloane etwas, wodurch ihr übel wird. Jackson bringt sie nach Hause und kümmert sich um sie. Am nächsten Morgen haben sie Sex. Als ihre Schwester kommt, vertreibt sie Jackson aus ihrer Wohnung.
Der Kontakt der beiden bricht fast vollständig ab. Jackson versucht seine Gefühle gegenüber Sloane zu offenbaren, diese blockt aber ab. Kurz vor Weihnachten sieht sie Jackson in einem Einkaufszentrum. Mithilfe eines Chors ergattert sie seine Aufmerksamkeit und über Lautsprecher gesteht sie ihm ihre Liebe.

## Hintergrund
Der Film wurde von dem Unternehmen Wonderland Sound und Vision produziert. Für Tiffany Paulsen war es das erste selbstständig und unabhängig geschriebene Drehbuch. Da dem Regisseur John Whitesell das Drehbuch gefiel, konnte es ohne Abänderung übernommen werden. Die einzigen Änderungen fanden aus technischen Gründen statt. Bei der Besetzung stand Emma Roberts von Anfang an fest. Die übrigen Schauspieler wurden gecastet. Luke Bracey wurde ausgewählt, weil die Chemie zu Emma Roberts stimmte. Die Dreharbeiten fanden in Atlanta statt, unter anderem in der Gwinnett Place Mall.
Den Vertrieb des Films übernahm Netflix. Auf seiner Video-on-Demand-Plattform erschien der Film weltweit am 28. Oktober 2020. Kurz nach dem Start war der Film auf Platz 1 der meistgeschauten Inhalte bei Netflix in Deutschland und in den Vereinigten Staaten. Bis zum 19. Januar 2021 hatte der Film 68 Millionen Aufrufe.

## Kritiken
Auf Rotten Tomatoes hat der Film eine Zustimmungsrate von 45 Prozent. Zusammenfassend soll der Film, wegen seines selbstbewussten Umgangs mit der Formel einer romantischen Komödie, erfrischend sein. Allerdings sei die Prämisse fragwürdig und die vulgären Witze unnötig.
Der Filmdienst gab dem Film 3 von 5 Sternen: „Eine solide romantische Komödie zwischen Klamauk, einer Dosis Kitsch und satirischen Seitenhieben auf den sozialen Erwartungsdruck in Sachen Ehe und Familie und auf stereotype Männer- und Frauenbilder“. Juliane Liebert von der Süddeutschen Zeitung bewertete den Film sehr schlecht und hält die Handlung für veraltet. Diese passe eher zu den 90er Jahren.

## Fortsetzung
Eine Fortsetzung des Films wurde noch nicht angekündigt. Allerdings sagte die Drehbuchautorin Tiffany Paulsen gegenüber Vanity Fair, dass sie sich dies wünsche. Diese würde dann in Australien stattfinden, wo Sloane die Familie von Jackson kennenlernt.